# Хуршиде Ханъм тюрбе
Хуршиде Ханъм тюрбе (на турски: Hurşide Hanum Türbe) е османска гробница, намираща се в град Тетово, Северна Македония.
Тюрбето е разположено в двора на Шарената джамия, северозападно от храма. За датата на построяване на тюрбето няма писмени данни, но според характеристиките му се смята, че е от XVI век. То е изградено от камък и принадлежи към типа отворени тюрбета, като основата му е неправилен осмоъгълник. Архитектурата му обаче говори, че е било засводено с купол. Тюрбето има хармонични пропорции и увеличава красотата на джамията.